# ファクチャライズ・エンターティメント
有限会社ファクチャライズ・エンターティメント（英文名称:facturise entertainment Co., Ltd.）は、東京都渋谷区に本社を置く芸能プロダクション。AV女優のマネジメントを手掛けている。

## 所属モデル
- 糸矢めい
- 瑠川リナ

### 過去の所属モデル
※公式サイトには、過去の所属者も掲載している。
- 綾瀬メグ
- 倉田ゆい
- あいみ
- 沢口あすか
- 岡田りな
- 川島和津実
- みひろ